# Yascha Mounk
Yascha Mounk (nascido em 10 de junho de 1982) é um cientista político americano nascido na Alemanha Ocidental. Ele é Professor Associado da Prática de Assuntos Internacionais na Escola de Estudos Internacionais Avançados da Universidade Johns Hopkins em Washington, D.C.

## Juventude
Mounk nasceu e cresceu em Munique. Sua mãe era judia e socialista e foi forçada a deixar a Polônia em 1969 devido ao antissemitismo. Ele escreveu que grande parte da família de sua mãe foi morta no Holocausto.  Ele disse que se sentiu um estranho na Alemanha e, embora o alemão seja sua língua nativa, ele nunca se sentiu aceito como um "verdadeiro alemão" por seus pares.  Mounk é bacharel em história pela Universidade de Cambridge, onde foi membro do Trinity College. Ele então recebeu um PhD da Universidade de Harvard, nos Estados Unidos. Ele permaneceu nos Estados Unidos como palestrante sobre governo e foi nomeado membro sênior do Programa de Reforma Política do think tank New America.  Mounk tornou-se cidadão americano em 2017. 

## Carreira
Foi diretor executivo da equipe Renewing the Center do Tony Blair Institute for Global Change. Como jornalista freelance, escreveu para o New York Times, The Wall Street Journal, Foreign Affairs, The Atlantic e Slate. Ele dirige um podcast chamado The Good Fight. Sua dissertação sobre o papel da responsabilidade pessoal na política e filosofia contemporâneas foi publicada pela Harvard University Press.

## Opiniões políticas
Mounk ingressou no Partido Social Democrata da Alemanha (SPD) ainda adolescente. Em 2015, renunciou ao partido, fazendo isso por meio da publicação de uma carta aberta ao então presidente Sigmar Gabriel. Ele citou a falta de ajuda das instituições alemãs aos refugiados, a atitude passiva dos líderes do SPD e outras partes do partido durante a crise da Crimeia em 2014, e a política do SPD sobre a Grécia, que ele chamou de "traição ao sonho social-democrata de uma Europa unida".  
Em uma entrevista de fevereiro de 2018 publicada no Süddeutsche Zeitung, Mounk afirmou que havia mudado sua posição sobre o nacionalismo. Ele inicialmente a considerou uma relíquia do passado que deve ser superada, mas agora defende um "nacionalismo inclusivo" para evitar a ameaça do nacionalismo agressivo.  No noticiário da televisão alemã Tagesthemen, ele afirmou que a Alemanha está em uma "experiência historicamente única, ou seja, transformar uma democracia monoétnica e monocultural em uma multiétnica".  No jornal israelense Haaretz, Mounk aconselhou o "campo liberal" a adotar esse nacionalismo inclusivo, para fomentar uma sociedade multiétnica e democrática. "A chave... é a adoção da demanda populista de que as pessoas e as nações devem novamente sentir que têm o controle de suas vidas ou de seu destino." 

## Obras
- Stranger in my own country. A Jewish family in modern Germany (em inglês). [S.l.: s.n.] 2014. 272 páginas. ISBN 978-0-374-53553-7
- The Age of Responsibility. Luck, Choice, and the Welfare State (em inglês). [S.l.: s.n.] 2017. 288 páginas. ISBN 978-0-674-54546-5
- The People vs. Democracy. Why Our Freedom is in Danger and How to Save It (em inglês). [S.l.: s.n.] 2018. 393 páginas. ISBN 978-0-674-97682-5
  - Edição portuguesa: Lua de Papel, ed. (2019). Povo vs. Democracia. Saiba porque a nossa liberdade está em perigo e como a podemos salvar. Traduzido por João Carlos Silva. [S.l.: s.n.] 390 páginas. ISBN 978-989-23-4637-3
- The Great Experiment. Why Diverse Democracies Fall Apart and How They Can Endure (em inglês). [S.l.: s.n.] 2022. 368 páginas. ISBN 978-0-593-29683-7
- The Identity Trap. A Story of Ideas and Power in Our Time (em inglês). [S.l.: s.n.] 2023. 416 páginas. ISBN 978-0-593-49318-2